# Češnjice pri Zagradcu
Češnjice pri Zagradcu so naselje v Občini Ivančna Gorica.